# 중국 민주 촉진회
중국 민주 촉진회(중국어 간체자: 中国民主促进会, 정체자: 中國民主促進會, 병음: Zhōngguó Mínzhǔ Cùjìnhuì)는 중화인민공화국의 위성정당인 민주당파 정당 가운데 하나로, 약칭은 민진(중국어 간체자: 民进, 정체자: 民進)이다.
1945년 12월 30일 상하이에서 설립했으며 당원은 주로 교육, 문화, 출판, 과학 분야에서 활동하는 지식인들로 구성되어 있다. 현재 옌쥔치가 중앙위원회 주석을 맡고 있으며 당원 수는 약 117,500여 명이다.